# Dejan Kern
Dejan Kern (* 5. Februar 1989) ist ein slowenischer Fußballspieler.

## Karriere
Kern begann seine Karriere beim NK Britof. Zur Saison 2008/09 wechselte er zum Drittligisten NK Kamnik. Für Kamnik kam er zu neun Einsätzen. Im Januar 2009 wechselte er zum Zweitligisten NK Olimpija Ljubljana. Für Ljubljana spielte er zwei Mal in der 2. SNL und stieg mit dem Verein zu Saisonende in die 1. SNL auf. Zudem kam er zu drei Einsätzen als Kooperationsspieler für den Drittligisten NK Dekani. Nach dem Aufstieg wechselte er zur Saison 2009/10 zum Drittligisten NK Kranj. In Kranj kam er zu 13 Einsätzen.
Im Januar 2010 wechselte Kern zum Erstligisten FC Koper. Sein Debüt in der höchsten Spielklasse gab er im Mai 2010, als er am 35. Spieltag gegen den NK Domžale in der 71. Minute für Mitja Viler eingewechselt wurde. Dies blieb sein einziger Einsatz für den FC Koper, mit dem er zu Saisonende Meister wurde. Zudem kam er in seiner Zeit bei Koper erneut als Kooperationsspieler in Dekani zum Einsatz, für das er weitere elf Spiele machte.
Zur Saison 2010/11 kehrte er zum NK Kranj zurück. Zur Saison 2011/12 schloss Kern sich dem Zweitligisten NK Šenčur an. In drei Spielzeiten in Šenčur kam er zu 67 Zweitligaeinsätzen, in denen er vier Tore erzielte. Zur Saison 2014/15 wechselte er nach Österreich zum viertklassigen ATUS Ferlach.

## Erfolge
FC Koper
- Slowenischer Meister: 2009/10